# Not About Us
Not About Us è un singolo del gruppo musicale britannico Genesis, pubblicato il 23 febbraio 1998 come terzo estratto dal quindicesimo album in studio Calling All Stations.

## Classifiche
| Classifica (1998) | Posizione massima |
| ----------------- | ----------------- |
| Germania          | 81                |
| Regno Unito       | 66                |